# اکینوپسیس ترسککی
اکینوپسیس ترسککی(نام علمی: Echinopsis terscheckii) نام یک گونه از سرده اکینوپسیس است.